# Parc nacional de Pxav-Khevsúreti
El Parc nacional de Pxav-Khevsúreti (georgià: ფშავ-ხევსურეთი) es troba al municipi de Dúixeti, regió de Mtskheta-Mtiàneti, a Geòrgia. El parc s'ha creat mitjançant la participació directa de la World Wide Fund for Nature.

## Fauna
El parc nacional de Pxav-Khevsúreti ajudarà a la conservació del lleopard (Panthera pardus) al Caucas, així com la cabra Bezoar (Capra aegagrus aegagrus), la Cabra del Caucas oriental (Capra caucasica cylindricornis) que és endèmica, l'os bru, el linx nòrdic, el Cérvol comú caucàsic i l'isard.

## Infraestructura turística
Es pot arribar al parc nacional de Pxav-Khevsúreti mitjançant la ruta Tbilisi-Jínvali-Baríssakho-Xàtili.